# Duesenberg Model J
Duesenberg Model J — американский автомобиль класса люкс марки Duesenberg, производившийся в течение 1928—1937 годов.

## История

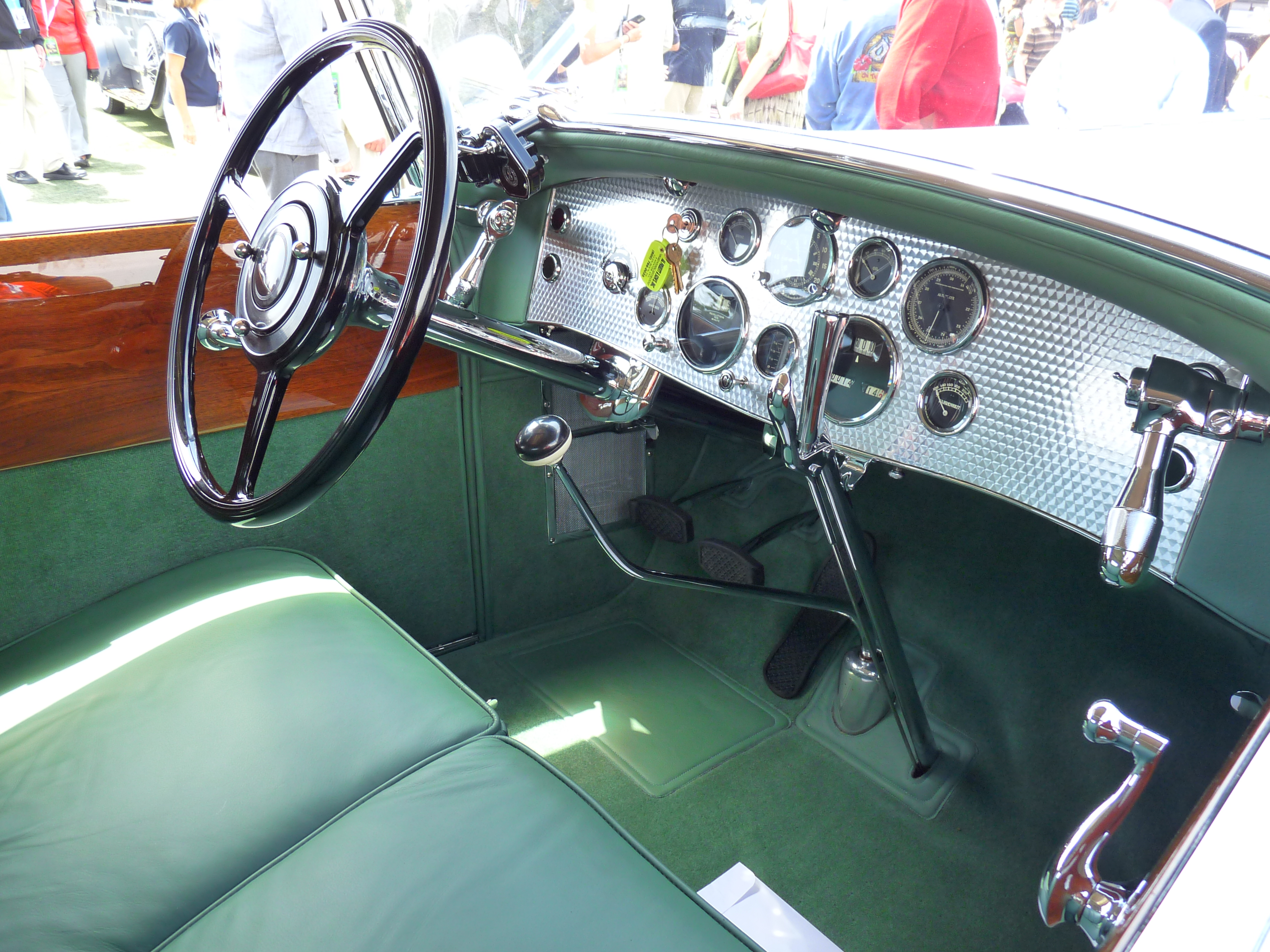
Интерьер

Эррет Лоббан Корд приобрёл компанию Duesenberg Motor Corporation с целью выпускать роскошные авто уровня Hispano-Suiza, Isotta Fraschini и Rolls-Royce.
В разработке автомобиля принимал участие дизайнер Гордон Бьюриг. Модель J дебютировала 1 декабря 1928 года на автосалоне в Нью-Йорке, затем в Париже (1929). На время начала Великой депрессии было построено 200 авто (октябрь 1929), в следующем году ещё 100, при намерении Корда продавать ежегодно 500 шасси. Это был один из самых быстрых и дорогих автомобилей мира.
Из-за финансовых проблем в 1937 году компания Корда распалась. Компания Rollson изготовила на купленных шасси ещё два авто (1937—1940). В послевоенный период модели Duesenberg Model Ј продавали по 100—400 долларов. Их цены начали расти в 1950-х годах. Mormon Meteor продали на аукционе за 4,5 млн долларов (2004), а модель SJ — за 4,4 млн (2007).

## Технические характеристики
Рядный атмосферный 8-цилиндровый 32-клапанный мотор с двумя верхними распределительными валами и никелированным коленвалом развивал мощность 265 л. с. Благодаря этому модель J развивала скорость 192 км/ч и 151 км/ч на второй передаче. Его дополняла четырёхступенчатая коробка передач, заменена трёхступенчатой без синхронизаторов, что делало авто трудным в управлении.
Шасси стоило 8000—9500 долларов, а готовое авто — от 13000 до 25000 долларов. Из-за Великой депрессии в 1937 году было прекращено производство дорогих авто на всех компаниях Э. Корда.

## Модификации

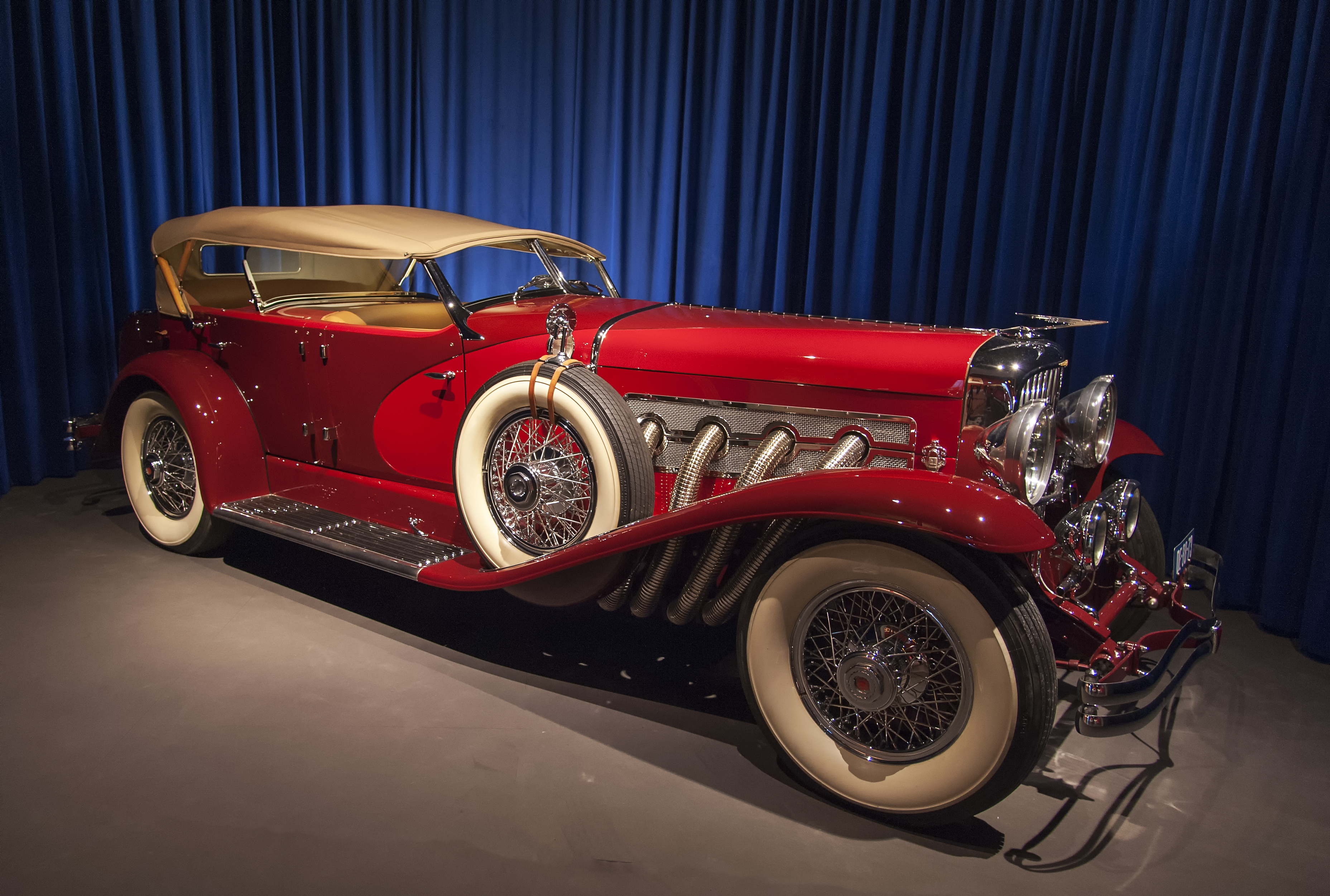
SJ LaGrande Dual-Cowl Phaeton (1935)

### SJ
Фред Дюзенберг разработал мотор с компрессором мощностью 320 л. с., который установили на модель SJ. Его крейсерская скорость составляла 170 км/ч, максимальная до 225 км/ч на третьей передаче. Он разгонялся от 0 до 100 км/ч за 8 секунд, до 161 км/ч за 17 секунд. Колёсная база составляла 3620 мм, масса — около 2500 кг. Шасси стоило довольно дорого (11750 долларов), поэтому было изготовлено 36 шасси. Поскольку компрессор расположили рядом с мотором, то хромированные выхлопные трубы вывели наружу. Они стали товарным знаком авто Э. Корда с компрессорами.
Также такие трубы начали устанавливать на авто модели SJ с атмосферными моторами. Реклама гласила: «Единственным автомобилем, который мог обогнать Duesenberg, был другой Duesenberg, но только с согласия первого водителя» (англ. The only car that could pass a Duesenberg was another Duesenberg — but only with the first driver's consent). В 1930-х годах Duesenberg стал любимым авто гангстеров (в частности Аль Капоне) благодаря скорости и возможности установить защиту из металлических листов.

### SSJ
Было изготовлено два коротких шасси с базой 3200 мм и мотором мощностью до 400 л. с. с двойным карбюратором «бараний рог». Коллектор карбюратора имел две секции, каждая из которых разделялась на ещё две секции. Кузова авто изготовила Central Manufacturing Company, дочерняя компания Auburn. Запасное колесо размещалось сзади снаружи кузова. Один родстер в 1935 году купил актёр Гэри Купер, другой годом позже арендовал Кларк Гейбл. Оба актёра устраивали гонки по холмам Голливуда на своих родстерах.

### JN
Обозначение JN официально не использовалось компанией. Для обновления устаревшей конструкции шасси были проданы кузовной фирме Rollston, которая в 1935 году изготовила десять авто. Они получили 43,2-сантиметровые колёса вместо 48,3-сантиметровых, новую панель приборов. Форсированные JN маркировались, как SJN соответственно.

### Duesenberg Special

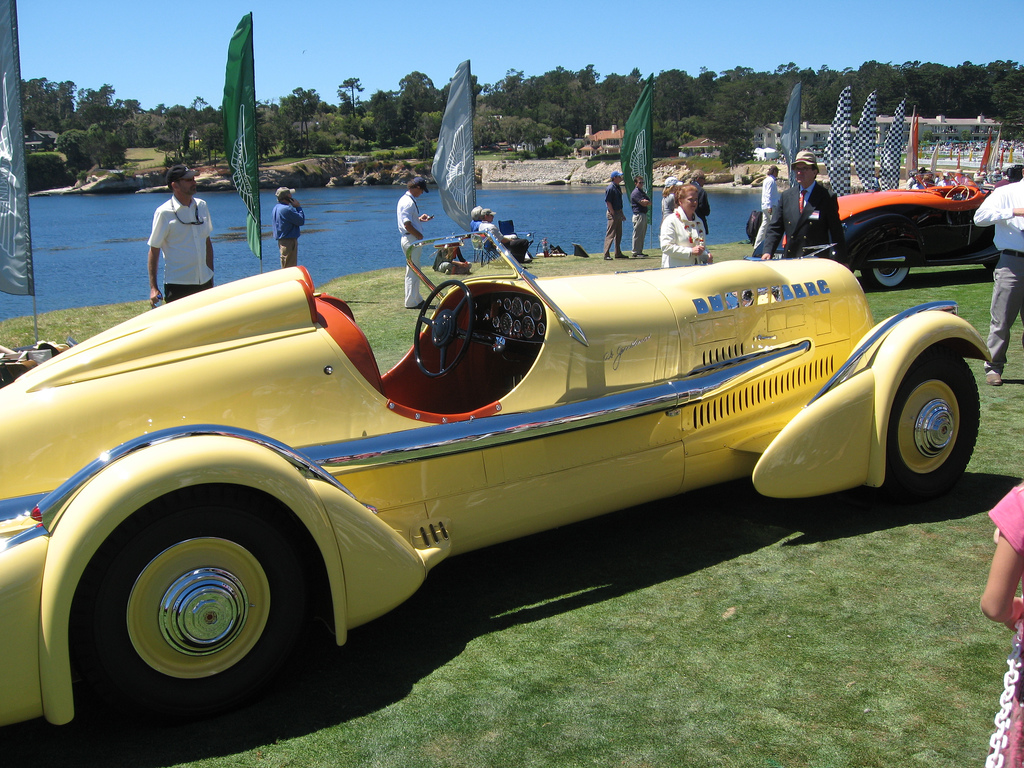
Mormon Meteor

С рекламной целью в 1935 году был изготовлен скоростной автомобиль Mormon Meteor I. Открытый кузов облегчили, 6,9-литровый мотор с компрессором получил двойной карбюратор «бараний рог», мощность возросла до 400 л. с. Была несколько изменена конструкция подвески. В октябре 1935 года авто проехало за час 247,79 км, а 24-часовую гонку прошло со скоростью 218,18 км/ч. Такой результат не повторяли до 1961 года. После установки нового мотора Curtiss V-1570 от истребителя в 650 л. с. авто получило обозначение Mormon Meteor II. В 1936 году оно поставило несколько новых рекордов, достигнув на 500 км скорости 264,69 км/ч. В 1938 году двигатель Curtiss V-1570 сняли и вернули старый. Следующая машина с индексом Mormon Meteor III получила в 1939 году закрытую кабину, аэродинамический киль и новый самолётный агрегат. В мае 1940 года на этом автомобиле 17-летний Марвин Дженкинс наездил за сутки более 4800 километров, показав среднюю скорость 265 км/ч и максимальную 314 км/ч. Этот рекорд был превзойдён только 50 лет спустя.
Оба автомобиля сохранились до наших дней: первый находится в частном автомобильном музее Петерсона (Лос-Анджелес), второй — в государственном музее штата Юта.